# گوش موش طبی
گوش موش طبی، ساس‌واش، عاقرقرحا، اذن‌الفار (نام علمی: Parietaria officinalis) نام یک گونه از تیره گزنه‌ایان است.